# Comuna Dubău, Ocna
Dubău (în ucraineană Дубове, transliterat: Dubove) este o comună în raionul Ocna Roșie, regiunea Odesa, Ucraina, formată din satele Dubău (reședința), Rozivka, Samarka și Tkacenka.

## Demografie
Componența lingvistică a comunei Dubău
     Ucraineană (77,07%)
     Română (19,27%)
     Rusă (3,35%)
     Alte limbi (0,31%)
Conform recensământului din 2001, majoritatea populației comunei Dubău era vorbitoare de ucraineană (77,07%), existând în minoritate și vorbitori de română (19,27%) și rusă (3,35%).